# Pandemic 2: The Startling
Pandemic 2: The Startling is de elfde aflevering van seizoen twaalf van South Park. In Amerika werd deze aflevering voor het eerst uitgezonden op 29 oktober 2008.
De aflevering is het vervolg van Pandemic en is een parodie op de film 'Cloverfield' uit 2008

## Plot
De aflevering begint met een flashback van de aflevering Pandemic. De vader van Stan, Randy filmt de invasie van de cavia's. Sinds de Peruaanse panfluitbands zijn opgesloten in kampen vallen de cavia's aan.
Dan vertelt Craig hoe hij in Peru terecht is gekomen: Doordat Stan, Kyle, Eric Cartman en Kenny bij hem om geld kwamen vragen, zodat ze een Peruaanse panfluitband konden worden. Toen werden ze door het U.S. Department of Homeland Security gearresteerd. Ze hadden geprobeerd vrij te komen, maar de regering had ze naar Peru gestuurd. Dan blijkt dat Craig nog steeds boos is op Stan & co. Als hun piloten contact willen maken met Amerika horen ze van de cavia-invasie.
Randy is ondertussen terug in zijn huis met zijn vrouw Sharon en zijn dochter Shelley. Buiten is het nog steeds chaos. Randy, die nog steeds alles wil filmen, vertelt alles over de cavia-invasie naar de camera. Ze worden al snel uit huis gejaagd door een cavia.
Stan & co., die begrijpen dat er iets aan de hand is, kunnen niet terug want ze hebben geen brandstof voor de terugreis. Ze besluiten maar door de jungle te gaan om te kijken of er iemand is die weet wat er aan de hand is. Overal hangen gigantische vruchten en nesten. Ze verdwalen en de piloten worden bij een reusachtig bijenkorf opgegeten door cavia-bijen.
De leider van het U.S. Department of Homeland Security, die de veroorzaker van de cavia-invasie in de vorige aflevering was, maakt zich verdacht door alleen aandacht te besteden aan het wegvoeren van de Peruaanse panfluitbands. Hij wordt woedend als de zaak van de cavia-invasie voorrang krijgt. Hij geeft alle voorrang aan de panfluitbands.
Ondertussen vallen ook andere wezens, zoals cavie-bijen, cavie-muizen en zelfs een cavie-saurus rex de wereld aan. Randy vlucht met een paar andere gezinnen een winkel in.
Stan & co. vinden een oude tempel van de Peruaanse panfluitbands. Daar zien ze dat de panfluitbands de cavia's weg kunnen jagen met hun muziek. Er blijkt ook voorspeld te zijn dat op de dag dat de bands zouden worden verbannen de cavia's vrij zouden zijn en alles aan zullen vallen. De wereld zou worden gered door een uitverkorene: Craig.
De leider van het U.S. Department of Homeland Security gaat naar Peru. Hij doet daar aangekomen iets wat hij altijd had willen doen: op het heilige standbeeld van de Peruaanse panfluitbands plassen. Maar dan komen Stan & co. de leider tegen. Daar vertelt de leider alles en hij verandert in het ergste wezen van de cavia's: de cavia-piraat. Craig wil zich nergens mee bemoeien en loopt weg. Dan stapt hij op een plaat en er schiet een blauwe straal uit zijn ogen. Die raakt de cavia-piraat en die wordt verslagen. Craig & co. keren terug naar huis en de Peruaanse panfluitbands worden vrijgelaten om de cavia's te verjagen.